# Morti nel 1171
| Questa pagina contiene informazioni ricavate automaticamente dalle voci biografiche con l'ausilio del template Bio e di un bot. L'aggiornamento è periodico e automatico e ricostruisce completamente la pagina. Se manca una persona in questa lista, sei pregato di non aggiungerla, ma accertati piuttosto che la sua voce biografica contenga il template Bio e che i dati anagrafici siano correttamente compilati. Se il template Bio manca, inseriscilo tu stesso o, in alternativa, metti l'avviso {{tmp\|Bio}} che ne segnala la mancanza. Se i dati riportati sono sbagliati, correggi direttamente la voce biografica; le modifiche saranno visibili in questa lista entro pochi giorni. Per chiarimenti vedi il progetto biografie. La lista contiene solo le 22 persone che sono citate nell'enciclopedia e per le quali è stato implementato correttamente il template Bio. Pagina aggiornata al 18 ago 2025. |

- 20 gennaio - Gleb Jur'evič, nobile russo
- 20 febbraio - Conan IV di Bretagna, conte (n. 1138)
- 3 aprile - Philippe de Milly, cavaliere medievale francese
- 1º maggio - Diarmuid Mac Murchadha Caomhánach, re
- 21 maggio - Guglielmo Tornielli, vescovo cattolico italiano
- 30 maggio - Vladimiro III Mstislavič, nobile russo (n. 1132)
- 21 giugno - Walter de Luci, abate normanno (n. 1103)
- 29 giugno - Guglielmo I di Ponthieu, nobile francese
- 8 agosto - Enrico di Blois, abate e vescovo cattolico normanno (n. 1100)
- 11 agosto - Luigi I di Loon, nobile tedesco
- 13 settembre - Al-'Adid, sovrano egiziano (n. 1151)
- 2 novembre - Dioniso bar Salibi, vescovo cristiano orientale, scrittore e santo siro
- Acardo di San Vittore, teologo, filosofo e vescovo cattolico francese
- Arcimbaldo VII di Borbone, nobile francese
- Baldovino IV di Hainaut, conte (n. 1110)
- Rabbenu Tam, rabbino francese (n. 1110)
- Michele Dagomari, mercante italiano
- Fulk I FitzWarin, tedesco (n. 1115)
- Gunther di Rethel, nobile
- Pierre de La Châtre, arcivescovo cattolico francese
- Sofronio III di Alessandria, arcivescovo ortodosso egiziano
- Yesugei, generale e condottiero mongolo (n. 1134)